# Кашмор (округ)
Кашмо́р (урду ضلع کشمور‎, англ. Kashmore District, синдхи ضلو ڪشمور) — один из 23 округов пакистанской провинции Синд. Административный центр — город Кашмор.

## География
На юге граничит с округами Готки и Суккур, на юго-западе — с округом Шикарпур, на западе — с округом Джейкобабад, на севере — с территориями провинций Пенджаб и Белуджистан.

## Административно-территориальное деление
Округ делится на три техсила:
- Кандхот
- Кашмор
- Тангвани

## Экономика
- ТЭС Гуддо